# Primeiro milênio a.C na Irlanda
Eventos do primeiro milênio a.C na Irlanda. 

## Eventos
- 465 a.C. - Destruição por fogo da estrutura posterior em Emain Macha, de acordo com datação por radiocarbono.[1]
- 450 a.C. - Data pseudo-histórica da fundação de Emain Macha como capital do reino Ulaid, de acordo com o texto do século XII de Leabhar Gabala.[1]
- 307 a.C. -Data pseudo-histórica para a fundação de Emain Macha como capital do reino de Ulaid, de acordo com o Irish World Chronicle do século VIII, data pseudo-histórica para a destruição de Dind Rig e fundação do reino de Leinster, de acordo com Leabhar Gabala; datado de 300 a.C. por Orthanach ua Caellama Cuirrig (d.840).[1]
- 200 a.C. - Bronze e ferro sendo usados em um crannog em Rathtinaun, Lough Gara, Co. Sligo, esculturas sendo feitas em pedra e madeira, criação da pedra Turoe, Bullaun, Co. Galway.[1]